# 도모자와 다카키
도모자와 다카키(일본어: 友澤 貴気, 1993년 3월 6일 ~ )는 일본의 축구 선수이다.

## 구단 경력
과거 YSCC 요코하마에서 활동하였다.